# Stress ossidativo

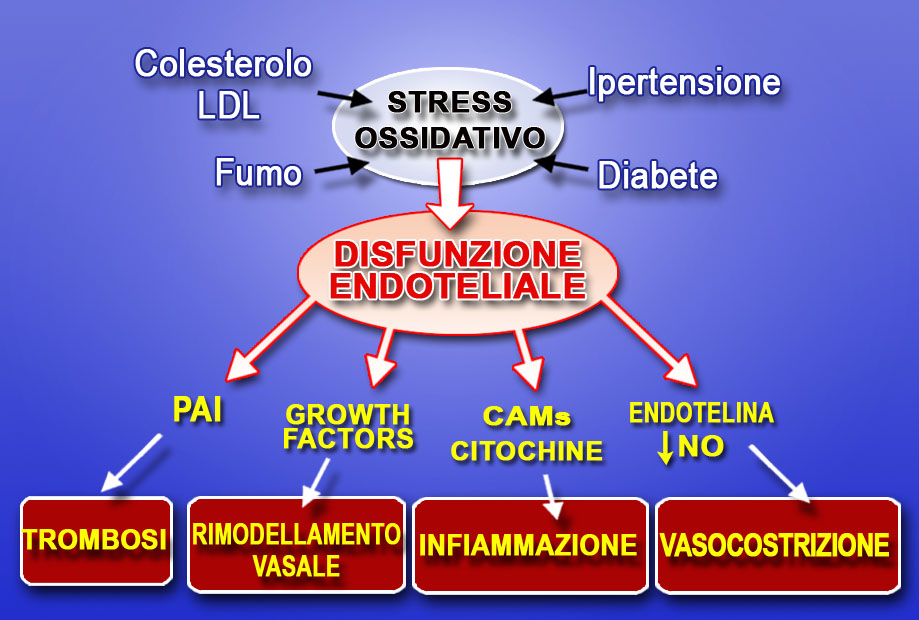

Lo stress ossidativo è un concetto introdotto per la prima volta nella teoria di Denham Harman nel 1956, che indica una condizione patologica, in un organismo vivente, causata dalla rottura dell'equilibrio fisiologico fra la produzione e l'eliminazione di specie chimiche ossidanti, da parte dei sistemi di difesa antiossidanti.
Secondo tale teoria, tutte le forme di vita mantengono un ambiente riducente entro le proprie cellule; l'ambiente cellulare redox è preservato da enzimi che mantengono lo stato ridotto attraverso un costante input di energia metabolica. Eventuali disturbi in questo normale stato redox possono avere effetti tossici per la produzione di perossidi e radicali liberi che danneggiano tutti i componenti della cellula, incluse proteine, lipidi e DNA. Le specie ossidanti e i radicali liberi svolgono importantissimi ruoli fisiologici, quali la difesa nei confronti dei batteri, la trasmissione dei segnali biochimici fra le cellule, il controllo della pressione arteriosa ecc.
È solo il loro eccesso, generalmente riferito a una o più classi di ossidanti, a essere implicato nello stress ossidativo, oggi ritenuto associato a oltre cento patologie umane (quali fibroplasia retrolenticolare, aterosclerosi, ipertensione arteriosa, malattia di Parkinson, malattia di Alzheimer, diabete mellito, colite, artrite reumatoide, favismo, ecc.), e potrebbe inoltre essere importante nel processo di invecchiamento. Comunque, le specie reattive dell'ossigeno possono essere benefiche, come quando usate dal sistema immunitario come via per attaccare e uccidere patogeni e come una forma di comunicazione cellulare.
Le specie chimiche ossidanti possono:
- esibire o meno una natura radicalica, a seconda che possiedano o meno, rispettivamente, almeno un elettrone spaiato in uno degli orbitali più esterni;
- contenere atomi di vari elementi (ossigeno, carbonio, azoto, alogeni ecc.)

Quindi, i responsabili dello stress ossidativo non sono solo i radicali liberi dell'ossigeno. Possono provocare questa patologia specie sia radicali che non radicali (come, ad esempio, l'anione superossido e il perossido d'idrogeno) o su altri elementi, quali lo zolfo (ad esempio il radicale tiile) o il cloro (ad esempio acido ipocloroso).